# Langur d'Annam
El langur d'Annam (Trachypithecus margarita) és una espècie de primat de la família dels cercopitècids. Viu a Cambodja, Laos i el Vietnam. Els seus hàbitats naturals són les selves pluvials i els boscos de galeria. Té el pelatge de color gris pàl·lid, amb el ventre i la gola força més clars i la cara, els avantbraços, les mans i els peus de color negrenc. Anteriorment era considerat una subespècie del langur d'Indoxina (T. germaini). El seu nom específic, margarita, significa ‘perla’ en llatí.